# Anastasia Blue
Anastasia Blue (Anchorage, Alaska; 11 de junio de 1980 - Bremerton, Washington, 19 de julio de 2008) fue una actriz pornográfica estadounidense.

## Biografía
Anastasia Blue, nombre artístico de Elena R. Martushev, nació en junio de 1980 en la ciudad-condado consolidada de Anchorage, en Alaska, en el seno de una familia con ascendencia estadounidense y rusa. No se sabe mucho de su vida antes de 1999, año en que a sus 19 años entra en la industria pornográfica.
Desde sus comienzos, trabajó en producciones especialmente de Vivid, además de participar en películas de Sin City, Elegant Angel, Digital Playground, Legend, Diabolic Video o Hustler, entre otras.
En el año 2000 fue nominada en los Premios AVN a Mejor actriz revelación y ganó en esa misma edición el premio a la Mejor escena de sexo anal en vídeo junto a Lexington Steele por Whack Attack 6.
Decidió retirarse en 2006, habiendo aparecido en algo más de 150 películas.
Algunas películas de su filmografía Barely Legal 1, Toxxxic Cum Loads 3, Bedroom Eyes, Cock Locked, Deflowered & Devoured, Maximum Head, Replica, Sodom Insane o Unshaved Melody.
El 19 de julio de 2008 fue encontrada muerta en su casa, en la localidad de Bremerton, en el estado de Washington. La autopsia reveló la causa de la muerte como una sobredosis de paracetamol.

## Premios y nominaciones
| Año  | Ceremonia   | Resultado | Premio                    | Trabajo        |
| ---- | ----------- | --------- | ------------------------- | -------------- |
| 2000 | Premios AVN | Nominada  | Mejor actriz revelación   | —              |
| 2000 | Premios AVN | Ganadora  | Mejor escena de sexo anal | Whack Attack 6 |